# Joan Maluquer de Motes i Nicolau
Joan Maluquer de Motes i Nicolau (Barcelona, 3 de desembre del 1915 - 28 de setembre del 1988) ser un arqueòleg català, especialista en prehistòria i protohistòria.

## Biografia
Fill del naturalista Salvador Maluquer i Nicolau i de Neus de Motes i Aleu, i net de Joan Maluquer i Viladot, nasqué en el si d’una família agrària i intel·lectual, amb arrels a Artesa de Segre (Lleida).
Va cursar estudis universitaris de Filosofia i Lletres (branca d'història) a la Universitat de Barcelona entre els anys 1931 i 1936, on va ser alumne, entre d'altres, de Pere Bosch i Gimpera i Lluís Pericot i Garcia. El 1933 va participar en el Creuer universitari per la Mediterrània, que promogué la universitat espanyola en els anys de la República.
Va començar a col·laborar amb la Universitat de Barcelona el 1939 poc després d'acabada la guerra civil espanyola sota les ordres del nou catedràtic de Prehistòria imposat per les autoritats franquistes: Martín Almagro Basch. El 1949 guanyà la càtedra de prehistòria de la Universitat de Salamanca i el 1958 la d'arqueologia de la Universitat de Barcelona, de la qual va passar a la de Prehistòria el 1969 quan Lluís Pericot es va jubilar, càtedra que va ocupar fins al 1985, quan en va ser nomenat professor emèrit. Va fundar les revistes Zephyrvs durant la seva estada a Salamanca i Pyrenae, aquesta darrera com a òrgan d'expressió de l'Institut d'Arqueologia i Prehistòria de la Universitat de Barcelona (1965), que va fundar i dirigir juntament amb Lluís Pericot. Va ser degà de la Facultat de Filosofia i Lletres de la Universitat de Barcelona a mitjans dels anys 60 i l'any 1974 va ser passar a dirigir la Comisaría Nacional de Excavaciones.
Entre els seus projectes d'investigació destaquen les excavacions de l'Alto de la Cruz (Cortes de Navarra), del Puig de Sant Andreu (Ullastret), de la Ciutat ibèrica d'Atanagrum o del Molí d'Espígol (Tornabous), de La Palma (Tortosa), Santa Bàrbara (Mianes) i Cancho Roano (Zalamea de la Serena)
Tot i que la seva dedicació a l'àmbit d'estudi de les llengües i escriptures paleohispàniques va ser secundària, cal destacar que va ser el primer a suggerir (1968) l'existència d'un sistema gràfic en el signari ibèric nord-oriental (llevantí) que permetia diferenciar els sil·labogrames oclusius sords dels sonors, mitjançant un traç afegit en el sil·labograma que representava la sorda.
Es va casar amb la també arqueòloga Maria Bernet Ribera (1916-2011), amb qui va estudiar a la Universitat. Van tenir cinc fills: Glòria (va morir al cap d'una setmana d'haver nascut), Oriol (va morir als cinc anys), Neus (catedràtica d'Història, morta prematurament als 45 anys), i l'historiador Jordi Maluquer de Motes i Bernet i el jurista Carles Joan Maluquer de Motes i Bernet.
La seva biblioteca personal es troba a la Universitat de Lleida i inclou, aproximadament, 1.400 monografies, revistes i opuscles, principalment sobre prehistòria, protohistòria, història antiga, arqueologia i jaciments arqueològics de la Peninsula Ibèrica.

## Algunes publicacions
- El yacimiento hallstático de Cortes de Navarra (1958)
- Epigrafía prelatina de la Península Ibérica (1968)
- Tartessos: la ciudad sin historia (1975)
- El santuario protohistórico de Zalamea de la Serena (1983)